# Oleksandr Pantelejmonov
Oleksandr Jevhenovytj Pantelejmonov (ukrainska: Олександр Євгенович Пантелеймонов) född 2 februari 1978, Kiev, Ukrainska SSR, Sovjetunionen, är en ukrainsk redaktör och sedan 20 februari 2014 direktör för den statliga tv-kanalen Persjyj Natsionalnyj Kanal. 
Pantelejmonov utexaminerades 1999 från Institutet för internationella relationer vid Taras Sjevtjenko-universitetet i Kiev. År 2003 fick han en doktorsexamen i statsvetenskap. Från 2002 till 2007 var han forskarassistent vid Institutet för internationella relationer.
Tre parlamentsledamöter från partiet Svoboda; Ihor Mirosjnitjenko, Andrij Illjenko och  Bohdan Benjuk trängde sig 18 mars 2014 in i Persjyj Natsionalnyj Kanals högkvarter i Kiev och angrep Pantelejmonov. De tvingade honom att under hugg och slag underteckna sin egen avskedsansökan. En videoupptagning av hur de misshandlar Pantelejmonov fick enorm spridning på Internet. Svoboda lade själv ut videon på nätet, som vidarepublicerades av webbtidningen Ukrainska Pravda. De tre politikerna ses där högljutt ifrågasätta att Persjyj Natsionalnyj Kanal tidigare samma dag hade sänt den ryske presidenten Vladimir Putins tal om Rysslands annektering av Krimhalvön. 

De tre våldsmännen fördömdes efteråt samstämmigt av ukrainska politiker. ”Helt oacceptabelt”, förklarade premiärminister Arsenij Jatsenjuk, och Vitalij Klytjko krävde att de tre männen lämnar sina parlamentsplatser. Även partiledaren för Svoboda, Oleh Tiahnybok, tog avstånd från angreppet. Amnesty International och Reportrar utan gränser stämde in i fördömandena. De tre våldsmännen har anmälts till riksåklagaren Oleh Machnitskyj, som även han var medlem i Svoboda, men som tvingades att lämna partiet när han utsågs. Åklagarmyndigheten har inlett en utredning om möjlig ”huliganism” och ”förhindrande av journalister att utföra sitt arbete”.